# Свежен Младенов
Свежен Иванов Младенов е български театрален, филмов и телевизионен актьор.

## Биография
Роден е на 31 октомври 1974 г. в София. Завършва средно образование в СПТУ по Енергетика, което той нарича „едно от най-лошите училища“ за него, защото ученето там не му помагало за сферите, в които иска да се реализира.
През 2004 г. завършва НАТФИЗ със специалност Актьорство за драматичен театър в класа на проф. Стефан Данаилов. Изпълнява роли в театрални постановки в НАТФИЗ, Нов български университет, ДСТ „Алеко Константинов“, Народен театър „Иван Вазов“. От 2005 г. е в трупата на Театър „Възраждане“.
Снима в множество филми и сериали, но най-известен става с ролята си на офталмолога с нетрадиционна сексуалност доктор Светослав Наков в сериала „Откраднат живот“.
Запомняща се роля прави и в „Порталът“ – минисериал от 6 епизода на режисьора Илиян Джевелеков, където е в ролята на Сава Панайотов, партиен големец, отговорен за смъртта на известната певица Жана Янева (в ролята Стефания Кочева). Играе още и в сериалите „Островът на сините птици“, „Денят на бащата“, „Забранена любов“ сезон 2, Хотел „България“.
Участва във филмите на Ивайло Пенчев „Летовници“, „Като за последно“, „Чичо Коледа“, във „Вездесъщият“ и „Love.net“ на Илиян Джевелеков.
Снима се, също така, в късометражни филми като: „Трябва да ти кажа нещо“ и „Преди живота, след смъртта“ на Драгомир Шолев. „Големи надежди“ на Тимо Калеви Пуко. „Миг любов“ на Юлиян Рачев. В дебютният филм на продуцента Николай Урумов „Пробуждане“.

## Награди
- Номинация „Икар“ 2006 за актьорски дебют за постановката „Някой зад вратата“
- „Аскеер“ 2017 за водеща мъжка роля за „Великденско вино“ на Весела Василева
- Номинация „Аскеер“ 2021 за водеща мъжка роля за ролята му на Чарли Гордън в „Лабиринт“ на Христо Ботев Станчев
- Номинация „Аскеер“ 2023 за поддържаща мъжка роля за ролята му на Кулигин от „Три сестри“.
- Номинация „Васил Гендов“ на СБФД 2024 за водеща мъжка роля в „Чума“.

## Филмография
| Година      | Филми и Сериали                       | Роля                                                   | Режисьор                                                |
| ----------- | ------------------------------------- | ------------------------------------------------------ | ------------------------------------------------------- |
| 2024        | Гунди – Легенда за любовта            |                                                        | Димитър Димитров                                        |
| 2024        | Никога не е просто секс               | Емо                                                    | Саня Борисова                                           |
| 2024        | Min fantastiske fremmede              | лекар                                                  | Johanna Pyykkö                                          |
| 2023        | Алея на славата                       | Слави                                                  | Виктор Чучков (син) Николай Илиев (актьор)              |
| 2023        | Аферата Пикасо                        | Главният прокурор                                      | Ян Янев                                                 |
| 2023        | Чума                                  | Юрдан                                                  | Иван Владимиров                                         |
| 2022        | Лъжите в нас                          | Явор Давидов                                           | Павел Г. Веснаков                                       |
| 2021        | Чичо Коледа                           | Цецо                                                   | Ивайло Пенчев                                           |
| 2021        | Пътят на честта (втори сезон)         | Петър                                                  | Виктор Божинов Виктор Чучков Станислав Тодоров – Роги   |
| 2021        | Порталът                              | Сава Панайотов през 1979 г.                            | Илиян Джевелеков                                        |
| 2021        | Блаженият                             | Благой Алексов, бащата на Боби                         | Станимир Трифонов                                       |
| 2021        | Като за последно                      | Кирил                                                  | Ивайло Пенчев                                           |
| 2019 – 2021 | Откраднат живот                       | доктор Светослав Наков                                 | Павел Г. Веснаков Яна Титова                            |
| 2020        | Уроци по немски                       |                                                        | Павел Г. Веснаков                                       |
| 2020        | Пробуждане (късометражен)             | Петерис                                                | Николай Урумов                                          |
| 2020        | Тайните не бива да се чуват           | Бащата                                                 | Петър Гайтанджиев                                       |
| 2020        | Останалото е пепел                    | министър-председателят на България Константин Муравиев | Георги Костов                                           |
| 2019        | Цвете за откъсване                    |                                                        | Георги Костов                                           |
| 2019        | Доза щастие                           | пастор                                                 | Яна Титова                                              |
| 2019        | Островът на сините птици              | Венци                                                  | Кристина Грозева Петър Вълчанов                         |
| 2019        | Господин X и морето                   | Посредник                                              | Станислав Тодоров-Роги Димитър Коцев-Шошо Димитър Гочев |
| 2018        | Миг любов (късометражен)              | Ивайло                                                 | Юлиян Рачев                                             |
| 2018        | Далеч от брега                        |                                                        | Костадин Бонев                                          |
| 2017        | Вездесъщият                           | Бисер Локото                                           | Илиян Джевелеков                                        |
| 2017        | Воевода                               | Ангел                                                  | Зорница София                                           |
| 2017        | Столичани в повече                    | американецът                                           |                                                         |
| 2016        | Летовници                             | геят                                                   | Ивайло Пенчев                                           |
| 2016        | Безбог                                | полицай                                                | Ралица Петрова                                          |
| 2015        | Новата                                |                                                        | Димитър Шарков                                          |
| 2015        | Връзки                                | пластичен хирург                                       |                                                         |
| 2014        | На границата                          | Бащата на Петър                                        | Станимир Трифонов                                       |
| 2013 – 2014 | Под прикритие                         | полицай и инспектор                                    | Виктор Божинов                                          |
| 2014        | Легендата за Херкулес                 |                                                        | Рени Харлин                                             |
| 2012        | Пъзел                                 | Виктор                                                 | Иво Стайков                                             |
| 2012        | Пистолет, куфар и 3 смърдящи варела   | полицай                                                | Георги Костов                                           |
| 2011        | Love.net                              | любовникът                                             | Илиян Джевелеков                                        |
| 2010        | Клиника на третия етаж                | Отказващ се от цигарите номер 3                        |                                                         |
| 2009        | Забранена любов                       | Александър Пенев                                       |                                                         |
| 2008        | Приключенията на един Арлекин         |                                                        | Иван Ничев                                              |
| 2007        | Хитман                                |                                                        | Хавиер Генц                                             |
| 2007        | Доставчикът                           |                                                        | Джоузеф Руснак                                          |
| 2006        | Scorpius Gigantus                     |                                                        | Томи Уитроу                                             |
| 2005        | Последният господар на Балканите      | офицер от гръцката армия                               | Мишел Фавар                                             |
| 2005        | Alien Siege                           | Ефртейтор                                              | Робърт Стад                                             |
| 2005        | Грешница                              |                                                        | Йордан Йорданов                                         |
| 2004        | Големи надежди (късометражен)         |                                                        | Тимо Калеви Пуко                                        |
| 2004        | Хотел България                        | сервитьорът Вальо                                      |                                                         |
| 2004        | Бягството на невинните                |                                                        | Леоне Пампучи                                           |
| 2004        | Трябва да ти кажа нещо (късометражен) | Приятелят                                              | Драгомир Шолев                                          |
| 2003        | Отвъд чертата (тв)                    |                                                        | Илия Добрев                                             |
| 2002        | Американски тюлени 3: Живи или мъртви | Стив                                                   | Франклин А. Валет                                       |

## Театрални роли
| Година | Пиеса                       | Автор                        | Роля                     | Постановка |
| ------ | --------------------------- | ---------------------------- | ------------------------ | --- |
| 2024   | Бележникът на един любовник | Жан – Клод – Кариер          | Жан – Жак                | Юрий Дачев |
| 2024   | О(б)твързан                 | Ханох Левин                  | Знайдух                  | Весела Василева |
| 2024   | Свлачище                    | Васил Балев                  |                          | Григор Антонов ТР „Сфумато“                                                                                        |
| 2023   | Блажени са блажените        | Ясмина Реза                  |                          | Весела Василева Театър 199                                                                                         |
| 2023   | Внимание, Любов!            | Олег Степанов                |                          | Олег Степанов Театър „Сълза и смях“                                                                                |
| 2023   | Кулата                      | Борис Кръстев                | Рицарят                  | Съни Сънински Театър 199                                                                                           |
| 2016   | Светлото бъдеще на битака   | Светлана Алексиевич          | Синът                    | Иван Добчев; Театрална работилница „Сфумато“                                                                       |
| 2019   | Роден край                  | Георги Тенев                 |                          | Весела Василева; Театрална работилница „Сфумато“                                                                   |
| 2016   | Чайки пият чай              | Александър Мардан            | Консантин Георгиевич     | Росица Обрешкова; Народен театър „Иван Вазов“                                                                      |
| 2013   | Йоан – синът на гърма       |                              | Иисус                    | Антон Радославов; Продукция на „Сдружение за християнско изкуство „МЮЗИКЪЛЪТ“, Гостуващ спектакъл в театър „София“ |
| 2009   | Облогът на Паскал           | Хоан Майорга                 | Один                     | Атанас Атанасов; театър – 199                                                                                      |
| 2007   | Таксита                     | Джим Джармуж (нощ над света) | клиент, шофьор, свещеник | Анна Данкова; младежки театър „Николай Бинев“                                                                      |
| 2004   | Посещението на старата дама | Фридрих Дюренмат             | Тоби                     | Леон Даниел; Народен театър „Иван Вазов“                                                                           |
| 2002   | Зимна приказка              | Уилям Шекспир                | Благородник              | Мариус Куркински; Народен театър „Иван Вазов“                                                                      |

Роли в театър „Възраждане“
| Година | Пиеса                                    | Автор                          | Роля | Постановка           |
| ------ | ---------------------------------------- | ------------------------------ | --- | -------------------- |
| 2023 - | Три сестри                               | А. П. Чехов                    | Кулигин | Стилиян Петров       |
| 2022 - | Зимна приказка                           | Уилям Шекспир                  | Леонт, крал на Сицилия                                                                                                 | Лилия Абаджиева      |
| 2022 - | Алиса в страната на чудесата             | Луис Карол                     | Заекът, Туидълди | Христо Ботев Станчев |
| 2021 – | Рогоносци                                | Жан – Батист Молиер            | Г-н дьо Сотанвил и Вилбрьокен                                                                                          | Йосиф Сърчаджиев     |
| 2021 – | Стая за гости                            | Петер Турини                   | Густл Кнап | Зафир Раджаб         |
| 2021 – | Приключенията на Лукчо                   | Джани Родари                   | Дон Домат | Дарина Русева        |
| 2021 – | Нощта на игуаната                        | Тенеси Уилямс                  | Джейк Лата | Весела Василева      |
| 2020 – | Лабиринт                                 | Даниел Кийс                    | Чарли Гордън | Христо Ботев Станчев |
| 2019 – | За едно явление от електричеството       | по произведения на А. П. Чехов | Егор Семьонич | Стилиян Петров       |
| 2018 – | Защото на мама така ѝ харесва            | Жолт Пожгай                    | Монте Кристо | Лилия Абаджиева      |
| 2016 – | Червената шапчица                        | Кева Апостолова                | Ловецът | Георги Георгиев      |
| 2016 – | Човек от Земята                          | Джеръми Биксби                 | доктор Грубер | Георги Михалков      |
| 2016 – | Синбад и съкровището на седемте кралства | Христо Ботев Станчев           | крал Димас, баща на Камбанка, пазител на „Книгата на мира“, Сянка, чудовище, подобие на октопод, човекоподобна маймуна | Христо Ботев Станчев |
| 2016 – | Вуйчо Ваньо                              | А. П. Чехов                    | Войницки | Григор Антонов       |
| 2015   | Котаракът с чизми                        | Нина Стойчева                  | Кралят | Елена Баева          |
| 2015   | Идиотите                                 | Рихард Шуберт                  | | Лиза Шопова          |
| 2014 – | Ян Бибиян и дяволчето Фют                | по Елин Пелин                  | кацар/дявол | Христо Ботев Станчев |
| 2013 – | Джуджето Дългоноско                      | Юрий Дачев                     | Хихо (артист скитник)                                                                                                  | Бисерка Колевска     |
| 2013 – | Последната тайна на Фреди Меркюри        | Ирина Гигова                   | Фреди Меркюри | Съни Сънински        |
| 2013   | Криворазбраната цивилизация              | Добри Войников                 | | Владлен Александров  |
| 2012   | Шерлок Холмс и един призрак за компания  | Юрий Дачев                     | д-р Уотсън | Бина Харалампиева    |
| 2012   | Три ужасени миниатюри                    | Майкъл Грийн                   | | Петър Пейков         |
| 2011   | Любовни хватки                           | Мойра Бъфини                   | | Николай Поляков      |
| 2010   | Двама на люлката                         | Уилям Гибсън                   | Джери Райан | Йосиф Сърчаджиев     |
| 2010   | Кралицата на красотата от малкия град    | Мартин Макдона                 | Пато Дули | Йосиф Сърчаджиев     |
| 2010 – | Ало, Ало!                                | Джеръми Лойд и Дейвид Крофт    | Рене | Роберт Янакиев       |
| 2009   | Сексуалните неврози на нашите родители   | Лукас Берфус                   | Шефът на Дора | Николай Поляков      |
| 2009 – | Снежанка и седемте джуджета              | Христо Ботев Станчев           | Ловецът | Христо Ботев Станчев |
| 2008   | Бащата                                   | Аугуст Стриндберг              | Пасторът | Лилия Абаджиева      |
| 2008   | Красавицата и Звярът                     |                                | Звярът | Милена Мавродинова   |
| 2008   | Кухненски асансьор”                      | Харолд Пинтер                  | Гюс | Христо Мицков        |
| 2008   | Опасен завой                             | Джон Пристли                   | Робърт Каплан | Бина Харалампиева    |
| 2007   | Магарешка кожа                           | по Шарл Перо                   | Гърбушко, Мъдрец | Милена Мавродинова   |
| 2006   | Гленгари глен Рос                        | Дейвид Мамет                   | Аронов | Робърт Блъд          |
| 2006   | Капан за мишки                           | Агата Кристи                   | майор Меткав | Бина Харалампиева    |
| 2005   | Някой зад вратата                        | Едвард Радзински               | Саша (номинация за актьорски дебют ИКАР 2006)                                                                          | Илия Добрев          |

Роли в театър „Малък градски театър зад канала“
| Година | Пиеса        | Автор           | Роля | Постановка        |
| ------ | ------------ | --------------- | ---- | ----------------- |
| 2025   | Случаят Джем | Вера Мутафчиева |      | Бина Харалампиева |

- Свежен Младенов си партнира с Яна Маринова в постановката на Георги Михалков „Любовни писма“ по пиесата на Албърт Р. Гърни, чиято премиера е през 2019 г.
- На 12 ноември 2020 г. е премиерата на моноспектакъла на Свежен Младенов „Науру“ – монолог на един пътуващ, по мотиви от книгата на Иво Иванов „Отвъд играта“. Режисьор е Валентин Ганев, драматизацията е на Руси Чанев.
- Участва и в радиопиесите „Нежна е нощта“ на Франсис Скот Фицджералд с режисьор Илия Добрев, и „Госпожица Юлия“ на Август Стриндберг с режисьор Петър Бакалов.
- От 1-ви януари 2025 Свежен Младенов вече е част от трупата на Малък градски театър зад канала